# Billboard JAPAN Artist 100
Billboard JAPAN Artist 100（ビルボード・ジャパン・アーティスト・ワンハンドレッド）は、Billboard JAPANによって発表される日本の音楽チャート。総合ソングチャート“JAPAN Hot 100”と総合アルバムチャート“Hot Albums”のポイントを合算して作成される、アーティストチャートである。

## チャートの構成と歴史
このチャートはBillboard Japan Hot 100とBillboard Japan Hot Albumsのポイントを合算し、アーティスト単位でランク付けしたもので、週ごとに発表される。2020年12月2日（2021年度チャート）より正式にスタートした。
それ以前にも、2017年から2020年まで同様の集計方法で上半期および年間の”TOP ARTIST”が発表されていた。

## 首位獲得アーティスト

### 年間
| 年     | アーティスト     | 出典  |
| ------ | ---------------- | ----- |
| 2017年 | 星野源           | [ 2 ] |
| 2018年 | 米津玄師         | [ 3 ] |
| 2019年 | あいみょん       | [ 4 ] |
| 2020年 | Official髭男dism | [ 5 ] |
| 2021年 | BTS              | [ 6 ] |
| 2022年 | Ado              | [ 7 ] |
| 2023年 | YOASOBI          | [ 8 ] |
| 2024年 | Mrs. GREEN APPLE | [ 9 ] |